# بورس اوراق بهادار ملی هند

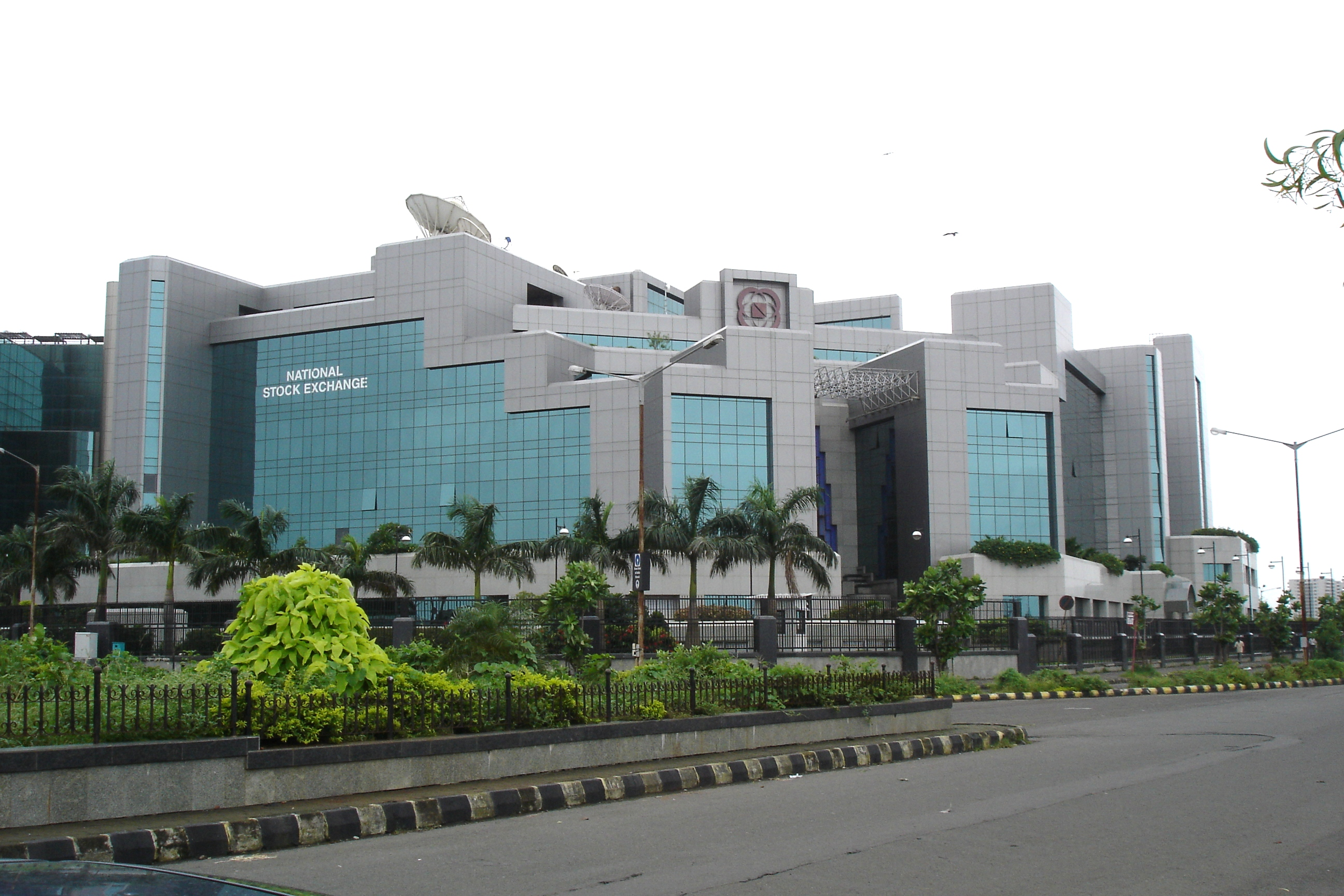
ساختمان مرکزی بازار بورس اوراق بهادار ملی هند

بورس اوراق بهادار ملی هند (به انگلیسی: National Stock Exchange of India) بازار بورس اوراق بهادار هندی است که در شهر بمبئی، مهاراشترا مستقر می‌باشد.
بازار بورس اوراق بهادار ملی هند در دهه ۱۹۹۰ فعالیت خود را آغاز کرد و در ماه ژوئیه ۲۰۱۳ ارزش بازار سرمایه صاحبان سهام ۱٫۶۳۵ شرکت ذکر شده در فهرست بورس ملی هند، معادل ۹۸۹ میلیارد دلار برآورد گردید.
این مؤسسه مالی هم‌اکنون پس از بورس اوراق بهادار بمبئی، دومین بازار بورس در کشور هند به‌شمار می‌آید، همچنین در پایان سال مالی ۲۰۱۲ بورس اوراق بهادار ملی هند در فهرست بزرگترین بازارهای بورس اوراق بهادار جهان در رتبه نهم قرار گرفت.